# Feliciano Lebre de Mello
Feliciano Lebre de Mello (São Paulo, 1897 - São Paulo, 1973) foi um empresário brasileiro.
Foi presidente da Associação Comercial de São Paulo (ACSP) entre 1927 e 1930.

## Biografia
Feliciano era de uma família tradicional paulista, fundadora em 1858 da famosa Casa Lebre. Neste estabelecimento começou a trabalhar e na década de 1910 tornou-se o sócio diretor. Neste período, Feliciano fundou a Empresa Paulista de Diversões e através desta empresa, construiu o luxuosíssimo Cine República, inaugurado em 1921, porém, este novo empreendimento não progrediu e como resultado, tanto o Cine República como a Casa Lebre fecharam as portas (integrantes da família abriram, anos mais tarde, uma nova Casa Lebre).
Em 1919 filiou-se na Associação Comercial de São Paulo e em 1927 foi eleito presidente nesta entidade. Seu mandato foi marcado pela instalação da Corte de Arbitragem de São Paulo, destinado a resolver questões entre os comerciantes.
Feliciano Lebre de Mello faleceu em 1973 em sua cidade natal.